# Sébastien-Louis-Gabriel Jorry
Pour les articles homonymes, voir Jorry.
 (avril 2019).
Si vous disposez d'ouvrages ou d'articles de référence ou si vous connaissez des sites web de qualité traitant du thème abordé ici, merci de compléter l'article en donnant les références utiles à sa vérifiabilité et en les liant à la section « Notes et références ».
Sébastien-Louis-Gabriel Jorry, né le 16 octobre 1772 à Paris, où il est mort le 15 janvier 1857, est un militaire et un militant révolutionnaire français.

## Biographie
Fils de Louis Jorry, libraire-imprimeur, et de son épouse, Marie-Charlotte Valeyre, il s'engage dans l'armée le 15 septembre 1791, à 19 ans, avec le grade de sous-lieutenant au 11e régiment de chasseurs à cheval. Il prend part à la bataille de Jemmapes (1792), où il est blessé. Lieutenant (1er avril 1793), puis chef de bataillon et adjudant général provisoire, il sert dans l'armée des Ardennes, puis de Sambre-et-Meuse. Accusé de « lâcheté » lors de l'attaque du château de Bouillon par les Autrichiens, il est suspendu le 19 août 1794.
Trois ans après, le 14 août 1797, il est admis au traitement de réforme, à la suite de son implication dans la conjuration des Égaux de Gracchus Babeuf. Arrêté comme complice, il sera acquitté, l'accusateur de la Haute-Cour de Vendôme ne trouvant pas de charges suffisantes contre lui.
Quelques jours après le Coup d'État du 18 fructidor an V (4 septembre 1797), le Directoire cherche à se concilier son aile gauche en offrant un emploi à certaines figures jacobines (également pour les surveiller et les éloigner), particulièrement Jean Antoine Rossignol et Jorry. Conduits par Sotin, ministre de la police générale auprès de Talleyrand, ministre des Relations extérieures, fin octobre, les deux hommes se voient offrir un poste à Rome. Tandis que Rossignol décline l'offre, Jorry l'accepte et reçoit un acompte  de 100 louis (soit 2 400 francs) sur son futur traitement, avec l'engagement de partir sans retard pour l'Italie. Mais, par la suite, Jorry demeure à Paris, attendant, d'après ses dires, ses instructions, que Talleyrand ne prend pas la peine de lui remettre.
Au bout de cinq mois, les Directeurs s'émeuvent de cette présence irrégulière et demandent, fin mars 1798, des explications à Talleyrand. En réponse, le ministre envoie son rapport le 26 mars. En tête, Merlin de Douai note : « Faire sur le champ poursuivre comme escroc l'ex-adjudant général Jorry ». Arrêté le 5 avril, à 5 h du matin, Jorry est écroué à la prison de l'Abbaye, où il passe cinq jours, avant d'être libéré le 9, à 4 heures de l'après-midi, à la demande du juge de paix Hanoteau, de la section du Mail, et avec l'accord des Directeurs. Le même jour est diffusé, sous la forme d'une lettre au Journal des hommes libres, un placard dans lequel « le citoyen Jorry, électeur » dénonce Talleyrand, qu'il accuse d'être à l'origine de son emprisonnement. Le 12 avril, dans un second placard, Jorry indique qu'il a remis les cent louis confiés par Talleyrand au juge Hanoteau. Talleyrand, de son côté, se figure qu'il s'agit d'une manœuvre de Barras pour l'empêcher d'entrer au Directoire. De fait, lors du remplacement de François de Neufchâteau, le 22 mai 1798, il se voit préférer Jean-Baptiste Treilhard.
Par ailleurs, Jorry introduit auprès du parquet du département de la Seine une demande de poursuites contre Talleyrand pour arrestation arbitraire, mais, d'ajournement en ajournement, elle n'aboutit pas. Toutefois, à l'époque, une Deuxième Coalition se forme contre la République, qui est chassée de presque toute l'Italie et menacée en Allemagne et en Suisse. L'opinion attribue ses défaites au Directoire et à son ministre des Relations extérieures ; de nombreux pamphlets paraissent, à la faveur des mesures libérales votées par les Conseils en juin 1799, et le Journal des hommes libres, dirigé par Pierre-Antoine Antonelle lance une campagne contre Talleyrand.
Une nouvelle tentative pour devenir directeur, après la démission de Merlin de Douai et de Jean-François Reubell : Louis Gohier, Roger Ducos et Jean-François Moulin lui sont préférés.
Le 24 messidor an VII (12 juillet 1799), la première section du tribunal de police correctionnelle du canton de Paris reconnaît que Talleyrand s'est livré à une « dénonciation injurieuse et calomnieuse » et que les poursuites menées contre Jorry étaient « inconstitutionnelles et vexatoires », lui permet d'imprimer et d'afficher le jugement à 2 000 exemplaires et lui alloue 100 000 francs de dommages et intérêts. Le lendemain, Talleyrand envoie sa démission aux Directeurs. Après une nouvelle demande le 2 thermidor (20 juillet), elle est acceptée par le Directoire. Enfin, le 17 thermidor (4 août), un arrêté du ministre de la guerre Bernadotte réintègre Jorry dans l'armée ; il est affecté à l'armée d'Italie.
Toutefois, après le coup d'État du 18 brumaire et l'instauration du Consulat, un arrêté en deux articles ordonne l'emprisonnement de 37 républicains, dont Jorry, à Rochefort (article 1), et l'exil de 22 autres, dont Antonelle, dans diverses localités de Charente-Inférieure (article 2), le 25 brumaire (16 novembre). À cette occasion, Talleyrand intervient en faveur de Jorry, dans une lettre à Fouché, ministre de la police générale, publiée dans le Moniteur le 29 brumaire (20 novembre). La demande est assez intéressée, car cette mesure de rigueur a été très mal accueillie par l'opinion, et les Consuls sont obligés de rapporter l'arrêté le 3 frimaire an VIII (24 novembre 1799). Le même jour, l'habile Talleyrand retrouve son poste de ministre des Relations extérieures.
Pendant la Restauration, Jorry est gouverneur de l'île d'Oléron. Sous la monarchie de Juillet, il commande la place de Navarin, en Morée de 1830 à 1833. Il meurt en 1857, à l'âge de 84 ans, sans avoir jamais pu obtenir, malgré des sollicitations répétées, le grade de colonel.